# 会州卫
会州卫，明洪武二十九年（1396年）改惠州置，治今河北省平泉县西南会州城。辖境相当今河北省平泉县南部及承德县部分地。永乐元年（1403年）省。 